# Arabische Stachelmaus
Die Arabische Stachelmaus (Acomys dimidiatus) ist ein hauptsächlich auf der Arabischen Halbinsel verbreitetes Nagetier in der Gattung der Stachelmäuse. Die Population galt längere Zeit als Synonym der Ägyptischen Stachelmaus (Acomys cahirinus). Die Unterscheidung erfolgt aufgrund genetischer Differenzen.
Das Typusexemplar stammt von der Sinai-Halbinsel. Deswegen kommt auch der deutsche Name Sinai-Stachelmaus vor. Zusätzlich bewohnen die Ägyptische Stachelmaus und die Gold-Stachelmaus diese Halbinsel.

## Merkmale
Mit einer Kopf-Rumpf-Länge von 85 bis 129 mm, einer Schwanzlänge von 88 bis 117 mm und einem Gewicht von 30 bis 45 g hat die Art eine Statur wie andere Gattungsvertreter. Sie besitzt 19 bis 22 mm lange Hinterfüße und 18 bis 22 mm lange Ohren. In das Fell der Oberseite sind einige Borsten und Stacheln eingemischt. Die Färbung reicht oberseits von hellbraun bis sandfarben und die Grenze zur weißen Unterseite ist recht deutlich. Typisch sind weiße Flecken vor den Ohren und unter den Augen. Die sechs Zitzen der Weibchen sind paarig angeordnet. Soweit bekannt kommen Populationen mit 36 und 38 Chromosomen im diploiden Chromosomensatz vor.

## Verbreitung
Aufgrund der morphologischen Ähnlichkeit zu anderen Stachelmäusen ist die geografische Abgrenzung des Verbreitungsgebiets noch recht vage. Laut IUCN lebt die Arabische Stachelmaus entlang der Küsten auf der Arabischen Halbinsel, teilweise landeinwärts, auf der Sinai-Halbinsel und nördlich bis zum Süden Libanons und Südwestens Syriens sowie an der Küste von Iran und mit einer disjunkten Population Im Süden Pakistans. Sie hält sich im Hügel- und Bergland zwischen 300 und 1200 Meter Höhe auf. Als Habitat dienen trockene Landschaften wie Halbwüsten, felsige Regionen, Buschländer, Wälder und Ackerland.

## Lebensweise
Genau wie bei der Gold-Stachelmaus besteht die Nahrung aus Pflanzensamen, Schaben, Zikaden, grünen Teilen von Schneckenklee und Schnecken. Diese wird nachts aufgesammelt. Die Fortpflanzung ist an Regenfälle und wärmere Temperaturen gebunden, jedoch nicht an eine bestimmte Jahreszeit. Bei der Geburt wohnen mehrere Weibchen zusammen in einem Nest und gelegentlich wird ein fremdes Jungtier gesäugt. Als Verteidigungsmechanismus gegen Feinde können Teile des Schwanzes und bis zu 60 Prozent der Haut abgeworfen werden (Autotomie). Zusätzlich besitzt der Schwanz, wie bei Gürteltieren der Körper, eine Panzerung.

## Gefährdung
Für den Bestand sind keine Bedrohungen bekannt. In den meisten genannten Regionen ist dieses Nagetier zahlreich. Die IUCN listet die Arabische Stachelmaus als nicht gefährdet (least concern).